# Ca l'Isabel (el Masroig)
Ca l'Isabel és una obra del Masroig (Priorat) inclosa a l'Inventari del Patrimoni Arquitectònic de Catalunya.

## Descripció
Sòlida construcció de planta rectangular, de planta baixa, dos pisos i golfes, coberta per una teulada a dues vessants, bastida de maó i maçoneria arrebossada i pintada. Sobre la façana s'obren dues portes, una principal de pedra amb la inscripció "PMB" i una altra d'auxiliar; al primer pis hi ha tres balcons amb una llarga balconada correguda i tres balcons més petits al segon pis. A les golfes hi ha cinc arcades. Als balcons del primer pis s'observen restes de pintures. Són interessants els forjats de ferro de la barana del balcó.

## Història
L'actual edifici fou aixecat el 1883, substituint una construcció anterior, per Pere Mateu, un dels principals propietaris del poble. Correspon a l'època anterior a la fil·loxera, en què els alts preus del vi generaren bones fortunes personals. Actualment pertanys a uns altres propietaris.